# Wolraad Woltemade

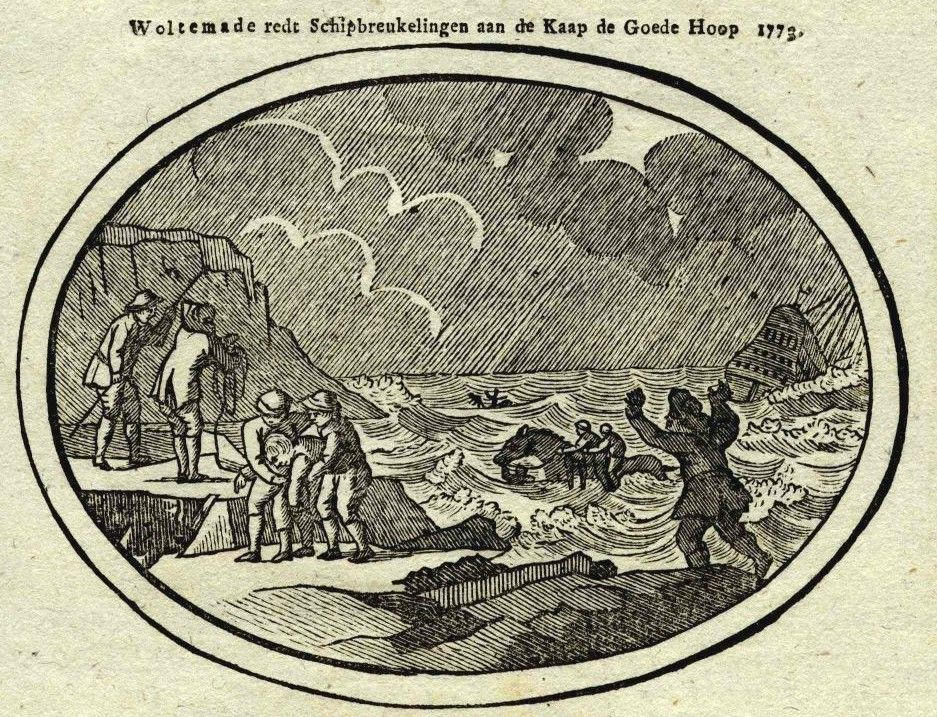
Desenho do século XVIII representando o resgate de 14 marinheiros por Wolraad Woltemade

Wolraad Woltemade (c.1708 - 1º de junho de 1773) foi um fazendeiro holandês do Cabo que morreu enquanto resgatava marinheiros do naufrágio do navio De Jonge Thomas em Table Bay em 1º de junho de 1773. A história foi relatada pelo sueco naturalista Carl Peter Thunberg que estava na África do Sul como cirurgião da Companhia Holandesa das Índias Orientais.

## Início da vida
Woltemade nasceu em Schaumburg, parte do atual noroeste da Alemanha . Ele migrou para o assentamento holandês na Cidade do Cabo (Kaapstad) e trabalhou para a Companhia Holandesa das Índias Orientais como soldado e após a aposentadoria como guardião do zoológico da empresa  ou como leiteiro . Muitas das primeiras colônias européias foram estabelecidas por empresas comerciais, e não pela intervenção direta dos governos das nações européias. Por exemplo, observe a história da British South Africa Company.

## Naufrágio
Na manhã de 1º de junho de 1773, início do inverno no hemisfério sul, um veleiro chamado De Jonge Thomas desembarcou em um vendaval em um banco de areia na foz do rio Salt em Table Bay. Muitas vidas foram perdidas quando o navio começou a quebrar, mas um número substancial de sobreviventes ficou agarrado ao casco. O navio atingido não estava muito longe da terra firme e muitos marinheiros tentaram nadar até a costa. A maioria dos que o fizeram pereceu; a água estava fria e a correnteza do Rio Salt próximo era muito grande. Com exceção dos nadadores mais fortes, aqueles que se dirigiam para a praia eram levados para o mar.
Uma multidão de espectadores estava na praia. Alguns vieram para assistir, outros para tentar ajudar e outros ainda esperavam saquear a carga que estava sendo arrastada para a praia. Um destacamento de soldados estava presente para manter a ordem entre os espectadores. O cabo Christian Ludwig Woltemade, o filho mais novo do idoso Wolraad, estava entre os que montavam guarda. Ao raiar do dia, Wolraad deixou sua casa, Klein Zoar  a cavalo, levando provisões para seu filho.

## Resgate
Quando Woltemade chegou à praia, sentiu pena dos marinheiros abandonados a bordo dos destroços. Vendo que nada poderia ser feito pelos que estavam na praia, ele montou em seu cavalo, Vonk, e instigou o animal para o mar. Ao se aproximarem dos destroços, Woltemade virou o cavalo e chamou dois homens para pular no mar e agarrar o rabo do cavalo. Após um momento de hesitação, dois homens se jogaram na água e o fizeram, ao que Woltemade incitou o cavalo a avançar e os arrastou para a margem. Woltemade cavalgou sete vezes, trazendo de volta quatorze homens. A essa altura, ele e seu cavalo estavam exaustos, mas naquele momento, enquanto descansavam, o navio começou a desmoronar. Woltemade mais uma vez incitou seu cavalo para a água, mas agora o desespero entre os marinheiros era tremendo. Vendo isso como provavelmente sua última chance de escapar antes que o navio fosse destruído, seis homens mergulharam no mar, agarrando o cavalo. Seu peso era demais para o corcel exausto; todos foram arrastados para baixo das ondas e afogados. O corpo de Woltemade foi encontrado no dia seguinte, mas o cavalo não foi encontrado. Das 191 almas a bordo, apenas 53 sobreviveram e destas 14 foram salvas por Woltemade.

## Honra

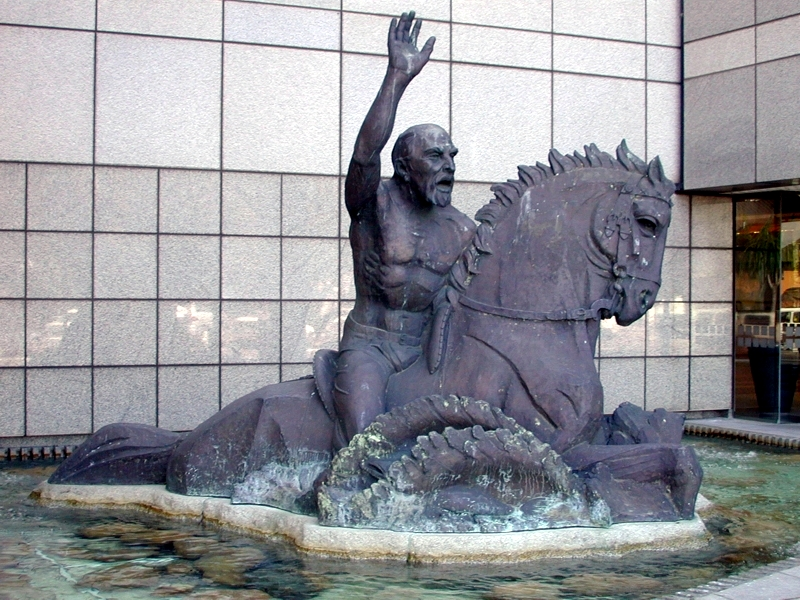
Estátua representando Wolraad Woltemade perto da estação de trem Woltemade, Cidade do Cabo.

Woltemade não se tornou imediatamente um herói. O capitão (van Lammeren) de de Jonge Thomas teve um funeral oficial, mas não houve nada tão grandioso para Woltemade. A opinião geral no castelo parece ter sido que ele era um tolo intrometido que havia perdido a vida desnecessariamente. No primeiro relatório para a Holanda, seu nome nem sequer é mencionado – embora um espaço considerável seja dedicado às dezoito caixas de dinheiro providencialmente economizadas. Este ouro foi a razão pela qual a flotilha foi permitida em Table Bay em primeiro lugar, já que transportá-lo por terra de Simons Town para The Castle teria sido muito perigoso devido às estradas ruins, pioradas (intransitáveis) pela tempestade. No entanto, Karl Thunberg, que testemunhou o evento, não esqueceu Woltemade; nem o ex-compatriota, Anders Sparrman, quando escreveu seu famoso livro "Uma Viagem ao Cabo da Boa Esperança" em 1775." A VOC (Companhia Holandesa das Índias Orientais) acabou compensando seus dependentes, mas levou alguns anos de protestos públicos para fazê-lo.
A Companhia Holandesa das Índias Orientais forneceu amplamente para sua viúva e filhos e nomeou um navio Held Woldemade, levado pela frota britânica como prêmio durante a batalha na Baía de Saldanha em 4 de julho de 1781. Uma estação ferroviária na Cidade do Cabo leva seu nome. A Medalha do Rei da União da África do Sul por Bravura , instituída em 1939, trazia uma representação do ato heróico de Woltemade em seu anverso.
O nome também foi dado ao SA Wolraad Woltemade, um dos dois rebocadores de salvamento construídos em 1976, que na época eram os rebocadores mais poderosos do mundo.

## O nome
Wolraad é uma versão do nome alemão Vollrad (de "Volkrat"), às vezes também escrito Wolrad, e significa "conselheiro do povo". Woltemad(e) é a variação ortográfica usada por Thunberg para o sobrenome de baixo alemão Woltemate ("Wohlgemut" em alto alemão, significando "alegre", ou mais literalmente "de boa disposição"), e uma conexão familiar com a família de artistas Woltemate  da mesma região da Alemanha em que o nome "Wolrad" ocorre é uma possibilidade.

## Galeria

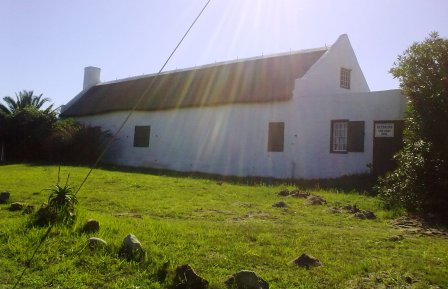
Klein Zoar alega-se ter sido a casa de Woltemade
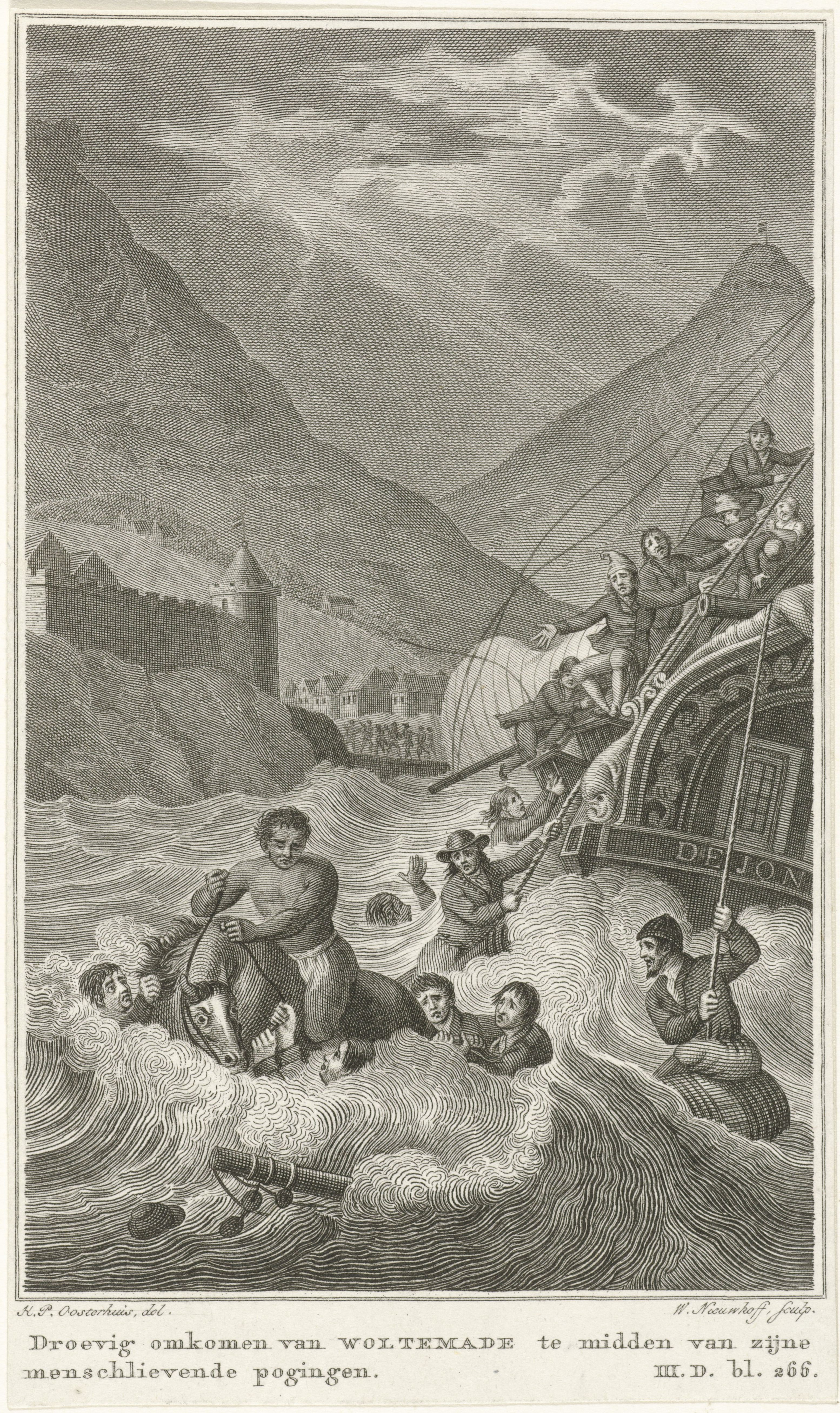
Morte heróica de Woltemade no Cabo da Boa Esperança, 1773
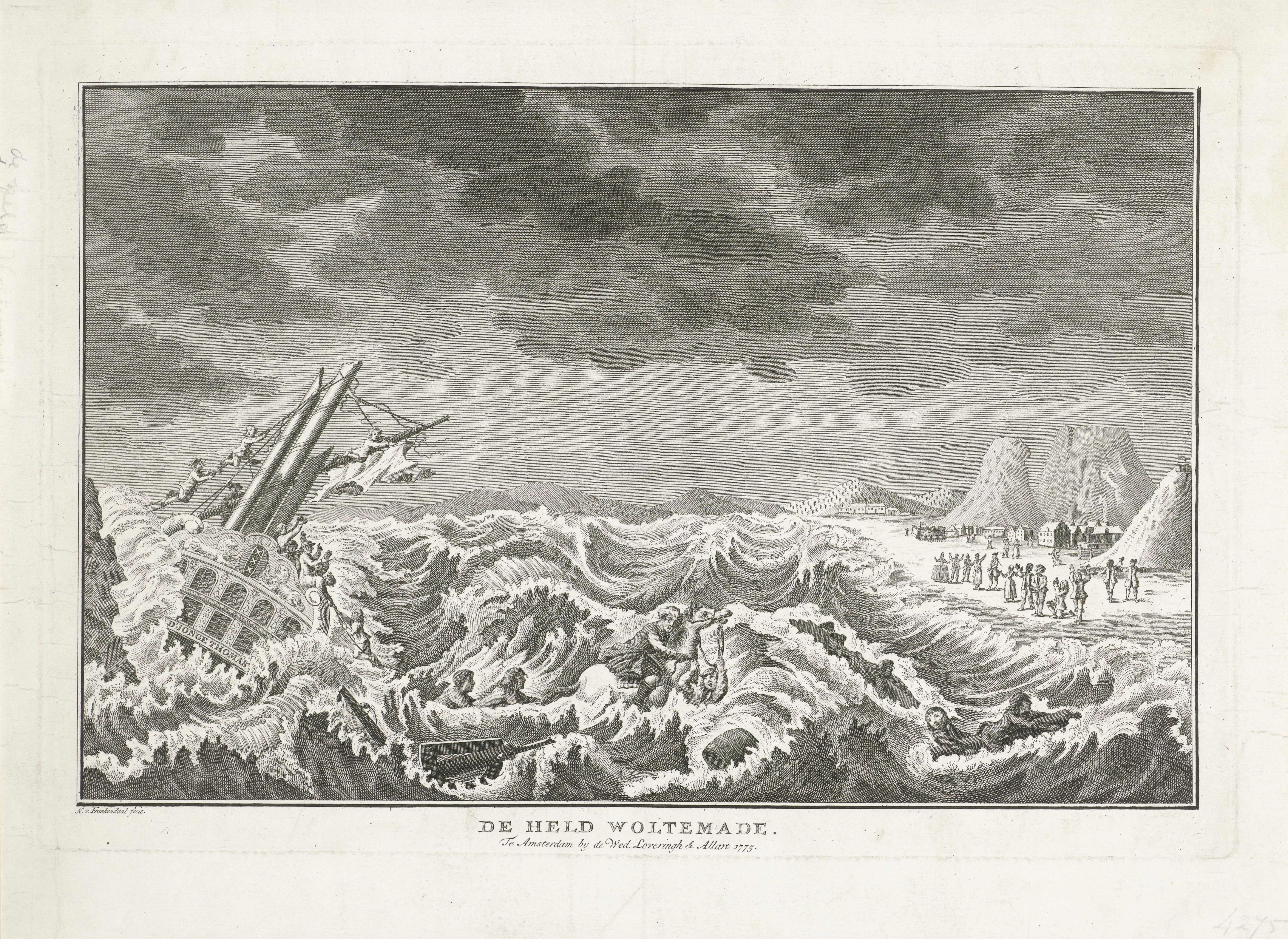
Morte heróica de Woltemade no Cabo da Boa Esperança, 1773